# Volo Pan Am 843
Il volo Pan Am 843 era un volo commerciale nazionale di linea da San Francisco, California, a Honolulu, Hawaii. Il 28 giugno 1965 il Clipper Friendship, un Boeing 707-321B che operava su questa rotta, subì un guasto al motore destro poco dopo il decollo, ma riuscì ad effettuare con successo un atterraggio di emergenza presso la vicina base dell'aeronautica di Travis. Il guasto al motore era stato causato da procedure di installazione e manutenzione errate. L'incidente era stato filmato da un passeggero.

## L'incidente
Il volo 843, che trasportava 143 passeggeri e 10 membri dell'equipaggio, decollò intorno alle 14:00 PST di lunedì 28 giugno 1965. Dopo aver esaminato la lista di controllo pre-volo, il comandante Charles Kimes, 44 anni, lasciò che fosse il suo copilota, Fred Miller, 48 anni, ad occuparsi del decollo. Quando l'aereo salì ad un'altitudine di circa 800 piedi, il motore numero 4 (esterno destro) esplose, rompendo il serbatoio del carburante esterno destro e incendiando il carburante all'interno. L'esplosione e il conseguente incendio causarono la rottura degli ultimi 25 piedi circa dell'ala destra, insieme al motore danneggiato, dal resto dell'aereo. Il comandante Kimes trasmise via radio alla torre "Non so se posso tenerlo in aria o no".
I piloti furono in grado di spegnere l'incendio, dopodiché si diressero alla base dell'aeronautica Travis per un atterraggio d'emergenza. Nel frattempo il passeggero William Richmond e sua moglie registrarono dei video figuranti l'ala in fiamme con la loro telecamera. Alla fine, circa 34 minuti dopo il decollo, e con il carrello d'atterraggio abbassato come misura d'emergenza, il volo 843 atterrò sano e salvo a Travis. Alla fine, tutte le 153 persone a bordo erano sopravvissute senza il minimo graffio. Il successo dell'atterraggio in quelle circostanze è stato descritto dalla stampa come un "miracolo".

## L'indagine
Tre giorni prima dell'incidente del 25 giugno, il motore numero 4 era stato revisionato e sembrava funzionare perfettamente per 39 ore di volo. La causa dell'esplosione si rivelò essere un guasto catastrofico del disco della turbina del terzo stadio del motore, derivante da una perdita di funzionalità tra il disco e l'anello di tenuta interno del terzo stadio. Il posizionamento improprio del rotore della turbina, l'uso del tipo sbagliato di utensile e le parti usurate incluse nel processo di assemblaggio del motore sono stati imputati come cause del guasto. La relazione sull'incidente del CAB riportava che l'ispettore in servizio durante la reinstallazione del rotore della turbina "ha firmato un lavoro che non aveva ispezionato".

## Conseguenze
Il motore numero 4, una volta staccatosi, sfondò il tetto di un negozio di mobili a San Bruno. Tagliando una trave di legno, il motore a reazione penetrò un muro di cemento spesso 8 pollici, danneggiando l'attrezzatura all'esterno e fermandosi su un cumulo di terra. Un'ampia sezione dell'ala cadde sulla Grand Avenue a South San Francisco, appiccando un incendio su un prato d'erba. Una sezione di 6 piedi dell'ala colpì il suolo nel cimitero di Holy Cross e un pezzo carbonizzato dello scarico del motore colpì la parte posteriore di un'area residenziale, sempre a South San Francisco. Non sono stati segnalati feriti.
Mentre i passeggeri aspettavano, Pan Am inviò un altro 707 alla base per raccoglierli e condurli attraverso il Pacifico. Il carrello anteriore di questo aereo crollò sulla pista, lasciando i passeggeri sbalorditi. Inviarono un terzo aereo, che atterrò in sicurezza. Dei 143 passeggeri originali, tutti tranne 8 si imbarcarono sul volo per le Hawaii.

## Storia del velivolo
N761PA, il Boeing 707-321B "Clipper Friendship", C/n 18336, era stato consegnato alla Pan Am il 13 giugno 1962. Dopo l'incidente venne ricostruito tornando in servizio. Venne ritirato dal servizio attivo nel dicembre 1976 e messo in deposito a Miami, in Florida. Pan Am vendette questo 707 il 10 marzo 1977 alla Dolphin Aviation, Inc., che a sua volta lo cedette ad Air Manila, che lo reimmatricolò RP-C7075 il 1 maggio 1977. Dopo diversi altri operatori, questo Boeing 707 fu acquistato il 7 maggio 1986 dalla Boeing Military Airplane Company, e utilizzato come fonte di ricambi per il programma del Boeing KC-135E. Secondo quanto riferito, parti della fusoliera giacciono ancora presso la base aeronautica di Davis Monthan, in Arizona.

### Fonti
- Brian Power-Waters, Safety Last, Dial Press, 1972.

L'aereo riparato ricomparve l'anno dopo nel film Dimension 5 (film).